# Atypophthalmus (Atypophthalmus) comoricola
Atypophthalmus (Atypophthalmus) comoricola is een tweevleugelige uit de familie steltmuggen (Limoniidae). De soort komt voor in het Afrotropisch gebied.